# Nikos Kavvadias
Nikos Kavvadias (griechisch Νίκος Καββαδίας, * 1910 in Harbin, China; † 10. Februar 1975 in Athen) war ein griechischer Dichter und ein Seemann. Er betrachtete sich weder als Dichter, der gern reiste, noch als Seemann, der gern Gedichte schrieb. Vielmehr waren für ihn beide Berufe untrennbar miteinander verbunden.

## Leben

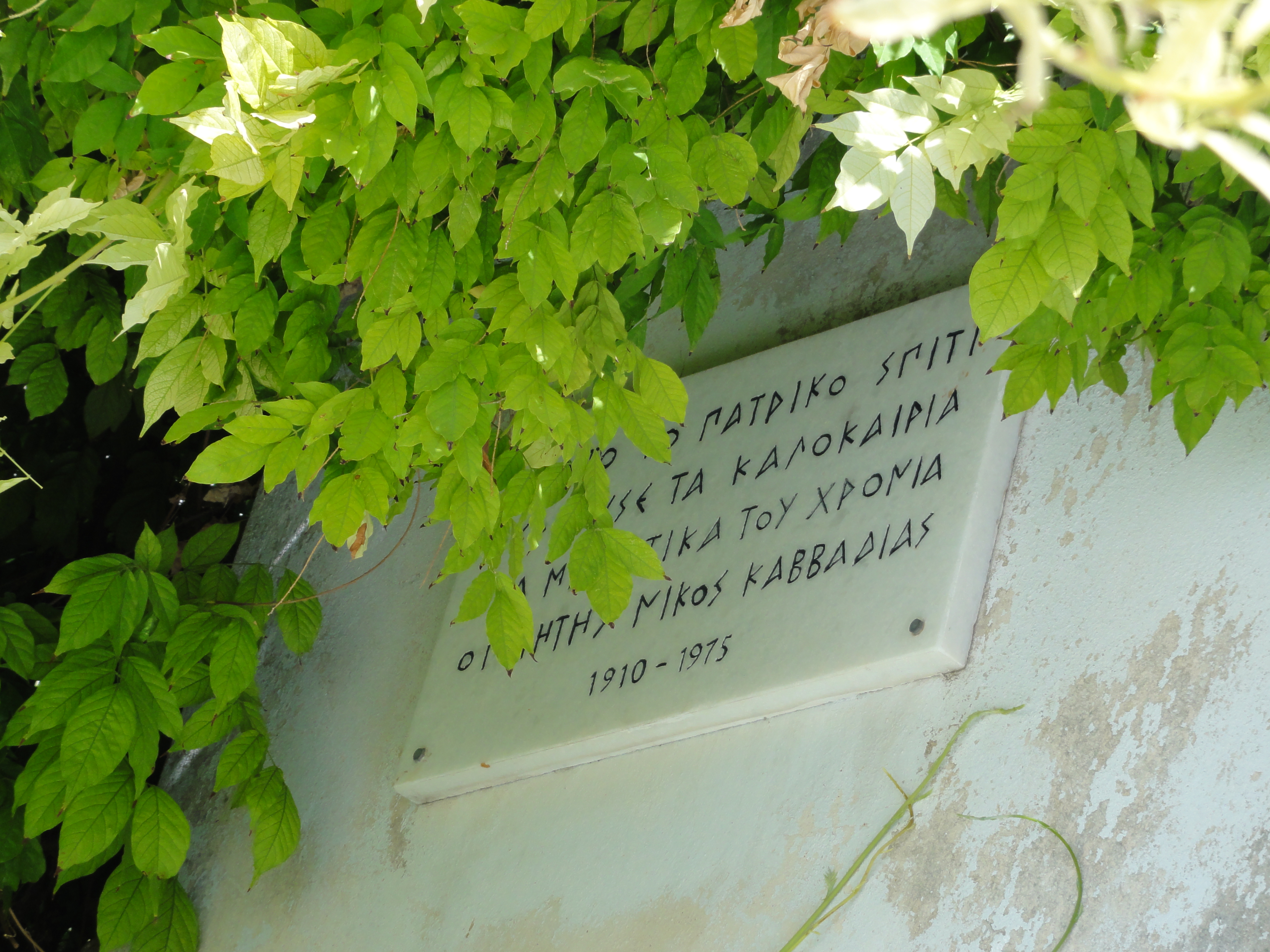
Das Haus der Familie in Fiskardo

Kavvadias wurde 1910 im mandschurischen Harbin geboren und wuchs auf der griechischen Insel Kefalonia und in Piräus auf. Wie viele andere vor der Berufswahl stehende Jugendliche in Piräus entschied auch er sich für den Eintritt in die Handelsmarine. Auf großen Frachtern und Postschiffen, die auch für den Passagierdienst eingesetzt wurden, war er ständig auf großer Fahrt. Bis 1939 arbeitete er sich vom einfachen Jungmatrosen zum Funkoffizier hoch.
Zu Beginn des Zweiten Weltkrieges war Kavvadias Soldat an der Albanien-Front. Während der deutschen Besatzung hielt er sich in Athen auf. Ab 1944 fuhr er wieder zur See und bereiste in den folgenden 30 Jahren viele große Häfen in fast allen Teilen der Welt. Ein langer Ruhestand war ihm nicht vergönnt. Er starb an einem Schlaganfall kurz nach seiner letzten Reise im Februar 1975 in Athen. Freunden gegenüber hatte er manchmal geäußert, er hoffe, sein Tod würde ihn auf See treffen. Auf seinem Sterbebett soll er gesagt haben: „Was ich immer befürchtet habe, wird jetzt eintreffen.“ Er meinte damit den Tod an Land und die Bestattung in einem Erdgrab.
Kavvadias war seit 1944 Mitglied der Kommunistischen Partei Griechenlands.

## Seine Literatur
Fast alle seine Gedichte bestehen aus gereimten Vierzeilen  entweder in der Reimfolge AABB, ABBA oder ABAB.
Kavvadias’ erste Gedichtsammlung mit dem Titel Marabu erschien 1933, die zweite, Nebel, folgte 1947, und die dritte, Traverso, kurz vor seinem Tode. Der Titel der letzten Sammlung ist ein von griechischen Seeleuten benutzter Ausdruck für den abweichenden Kurs, der notgedrungen bei sehr misslichen Wetterverhältnissen eingeschlagen wird. Solche Kursabweichungen können ganze Schiffsbesatzungen verdrießlich stimmen. In den letzten Gedichten von Kavvadias ist eine Bitterkeit zu spüren, wie sie bei Seeleuten aufkommen mag, wenn ein zu der beabsichtigten Reiseroute konträrer Kurs eingeschlagen werden muss.
In Griechenland ist Kavvadias vorwiegend durch seine Gedichte bekannt geworden, besonders mit denen, die von Thanos Mikroutsikos vertont und unter dem Titel Das Kreuz des Südens herausgegeben wurden. Er schrieb aber auch etwa 200 Seiten Prosa, die in dem Buch Vardia (Wache) auch in deutscher Übersetzung vorliegen.
Obwohl Vardia in Literaturlexika meistens als Novelle bezeichnet wird, handelt es sich doch mehr um autobiografische Erzählungen aus Kavvadias' Leben als Seemann. Den größten Teil des Buches nehmen die Gespräche ein, die er als Bordfunker mit den Wachoffizieren während der nächtlichen Wachen auf der Brücke führte. Es ist nur zu offensichtlich, dass die Hauptfigur, der Funkoffizier Nikos, mit dem Dichter Kavvadias identisch ist.
In erster Linie handelt es sich um Erinnerungen an Ereignisse, die sich während seiner langen Laufbahn in der griechischen Handelsmarine an Land und auf See abgespielt hatten. Viele dieser Erinnerungen drehen sich um Frauen. Nikos hatte eine große Schwäche für Prostituierte, respektierte sie aber. Sein Verhältnis zu ihnen war ehrlich, anständig und manchmal sogar liebevoll. Mit seinen Erinnerungen sind surrealistische Selbstbesinnungspassagen verflochten.

## Werk in deutscher Übersetzung
- Die drei Gedichtbände des griechischen Seemannsdichters Nikos Kavvadias. Zweisprachige Edition. Übersetzt von Felix Leopold. Kater Literaturverlag, Viersen 2023, ISBN 978-3-944514-51-2.
- Li, herausgegeben von Torsten Israel; Übersetzung Cornelia Enger u. a. Llux Agentur & Verlag, Ludwigshafen 2016.
- Die Wache. Aus dem Neugriechischen von Maria Petersen. Alexander Fest Verlag, Berlin 2001, ISBN 3-8286-0168-5.